# 波纹藻目
波纹藻目（学名：Cymatosirales）为硅藻纲的一个科。

## 下级分类
本科包括以下属：
- 波纹藻科 Cymatosiraceae
- 舟辐硅藻科 Rutilariaceae